# Jaume Torramadé
Jaume Torramadé Español (Maldá (Lérida), 11 de septiembre de 1889 - 20 de julio de 1940) fue un maestro de Cataluña, España, ejecutado víctima de la represión durante la dictadura franquista.
Formado en Os de Balaguer y Pino de Bureba, se estableció en el núcleo de Estanyol (Bescanó) como maestro. Fue concejal del ayuntamiento de Bescanó durante la Segunda República y miembro del Comité Antifascista durante la Guerra Civil. Al finalizar la guerra fue denunciado por un vecino agricultor de haber asesinado a tres personas, una de ellas "según decían". A éste testimonio se unieron otros tres, incluido el del recién nombrado jefe local de Falange. Torramadé negó los hechos,indicando que en su participación en el Comíté local durante la guerra se había caracterizado por evitar cualquier tipo de venganza, ayudando al traslado a otra población a algún vecino amenazado, que no había asesinado a nadie ni participado en actos similares, que había requisado ocasionalmente alimentos para satisfacer a la población, como avellanas. No obstante no aportarse pruebas, fue juzgado en consejo de guerra sumarísimo, condenado a muerte junto con otro vecino de la localidad, Joan Vila Ros, y ejecutados ambos, no por asesinato, sino por "adhesión a la rebelión". El certificado de defunción señaló como causa de la muerte, "colapso cardíaco". El ayuntamiento de Bescanó rehabilitó su figura en el verano de 2010.